# Theodor Heuss
Theodor Heuss (født 31. januar 1884 i Brackenheim, Tyskland, død 12. december 1963 i Stuttgart) var en tysk politiker, der fra 1949 til 1959 var den første præsident i Forbundsrepublikken Tyskland.
Heuss blev uddannet i kunsthistorie og statskundskab fra universiteterne i München og Berlin og afsluttede med en doktorgrad fra Ludwig-Maximilians-Universität München i 1905. Efter endt uddannelse arbejdede han som politisk reporter og redaktør for magasinet Die Hilfe fra 1905 til 1912. Fra 1912 til 1918 var han redaktør af Neckar-Zeitung i Heilbronn. Han blev efterfølgende redaktør af ugebladet Deutsche Politik med base i Berlin. Fra 1923 til 1926 udgav han selv magasinet Die Deutsche Nation.
Politisk blev han først aktiv i Fortschrittliche Volkspartei fra 1910 til 1918, hvorefter han meldte sig ind i Deutsche Demokratische Partei − arvtageren efter Fortschrittliche Volkspartei. Han blev medlem af Rigsdagen i 1924 og sad i første omgang frem til 1928 og igen 1930−1933. I 1933 stemte han sammen med resten af DDP-gruppen for den såkaldte bemyndigelseslov, der satte det tyske demokrati ud af kraft og gav Hitler quasi-diktatoriske magtbeføjelser. Under Det Tredje Rige holdt Heuss kontakt med et netværk af liberale, men var ikke aktiv i modstandsbevægelsen. Efter 2. verdenskrig blev han den første kulturminister i delstaten Baden-Württemberg og underviste i historie ved Technische Hochschule Stuttgart 1946−1947. Han var medstifter af Demokratische Volkspartei, der nu er FDP's regionalafdeling i Baden-Württemberg og blev medlem af delstatens parlament fra 1946-1949. I 1948 blev han udnævnt til honorær professor ved Technische Hochschule Stuttgart. I december 1948 blev han valgt som formand for FDP i Vesttyskland og Vestberlin og blev i 1948 medlem af Parlamentarischer Rat, hvormed han fik betydelig indflydelse på Forbundsrepublikkens grundlov, Grundgesetz.
Efter at være blevet valgt til den første tyske Forbundsdag nedlagde han i september 1949 sit parlamentariske mandat, da han blev valgt til forbundspræsident af Bundesversammlung. Han vandt over SPD's leder, Kurt Schumacher. I 1954 blev han genvalgt uden modkandidat og sad frem til september 1959. Han afviste at stille op for en tredje periode, idet det ville have krævet en forfatningsændring.
Heuss' embedsperiode blev præget af hans upartiske embedsførelse. Hans statsbesøg bidrog til den unge Forbundsrepubliks anerkendelse internationalt. Politisk var han modstander af oprustningen og dannelsen af den nye vesttyske hær i 1955, men havde ikke mulighed for at stoppe udviklingen. Hans ironiske tale ved de første nye soldaters edsaflæggelse, "Nun siegt mal schön!" ("Vind nu, til en afveksling!"), blev husket i eftertiden.[kilde mangler]
I 1959 blev Heuss hædret med den prestigefyldte Friedenspreis des Deutschen Buchhandels. Siden 1964 er prisen uddelt til personer, som igennem litterær, videnskabelig og kunstnerisk virksomhed har fremmet fredstanken på fremragende vis.

## Ekstern henvisning
- Wikimedia Commons har flere filer relateret til Theodor Heuss

1. ↑  Navnet er anført på bokmål og stammer fra Wikidata hvor navnet endnu ikke findes på dansk.